# Ichneumon leucogaster
Ichneumon leucogaster är en stekelart som beskrevs av Cuvier 1833. Ichneumon leucogaster ingår i släktet Ichneumon och familjen brokparasitsteklar. Inga underarter finns listade i Catalogue of Life.